# Goderich (Ontário)
Goderich é uma pequena cidade da província de Ontário, no Canadá. Até à data do recenseamento 2016 de Canadá, a população é 7.628 em uma área da terra de 8.64 quilômetros quadrados.